# Шемринец, Игор
Игор Шемринец (словац. Igor Šemrinec; 22 ноября 1987, Бойнице, Чехословакия) — словацкий футболист, вратарь клуба «Погронье».

## Карьера
Игор начал заниматься футболом в клубе «Прьевидза» из одноимённого города. В 2009 году он перешёл в «Тренчин».
20 мая 2012 года Шемринец дебютировал в Цоргонь лиге, выйдя в стартовом составе в заключительном матче сезона против «Злате Моравце». В начале 2013 года голкипер был отдан в аренду в «Нове-Место-над-Вагом», где за полгода принял участие в 11 играх. Сезон 2013/14 Игор вновь провёл на скамейке запасных, приняв участие только в заключительном матче с «Дуклой». После 7 туров следующего чемпионата Милош Волешак, бывший основным голкипером «Тренчина», покинул клуб, и Шемринец наконец получил шанс проявить себя. И Игор им воспользовался, в 26 оставшихся встречах он пропустил только 23 мяча, а в 11 матчах сумел оставить свои ворота в неприкосновенности.
В сезоне 2014/15 Шемринец в составе «Тренчина» стал чемпионом Словакии и обладателем кубка. В финальной встрече кубка Игор внёс ощутимый вклад в победу своей команды, одержанную в серии послематчевых пенальти

## Достижения
Тренчин
- Чемпион Словакии (1): 2014/15
- Обладатель Кубка Словакии (1): 2014/15